# Bøl Sogn
Bøl Sogn (på tysk Kirchspiel Böel) er et sogn i det sydøstlige Angel i Sydslesvig, tidligere dels i Strukstrup Herred og dels i Mårkær Herred (Gottorp Amt), nu i kommunerne Bøl og Mårkær i Slesvig-Flensborg Kreds i delstaten Slesvig-Holsten.
I Bøl Sogn findes flg. stednavne:
- Abildbjerg (Appelberg)
- Bilvad (Billwatt)
- Bovstrup (Baustrup)
- Bøl (Böel)
- Bøllemose
- Bølskovby (Böelschuby)
- Bøl-Nørremark (Boelnorderfeld)
- Bøl-Vestermark (Boelwesterfeld)
- Bøl-Ulvegrav (Boelulvegraff)
- Engdam
- Eslingskov el. Eslingholt (Eslingholz)
- Eslingsvad (også Eskildvad, ty. Eslingwatt)
- Hjortmose
- Horskobbel (Hoskoppeln)
- Kalvehave eller Kallehave (Kälberhagen)
- Kisberdam
- Kræmmersten (Krämersteen)
- en del af Kønholt (Köhnholz)
- Langdel
- Maarkærdam
- Maarkæer Kro
- Maarkæer Mølle
- Maarkærstamgaard
- Maarkær-Vesterskov
- Maarkær-Østerskov
- Møllemose (Möllmoos)
- Mølmark (Möllmark)
- Nordskov
- Nyby
- Nykobbel
- Norge (Norwegen)
- Paddeborg (Patburg)
- Ravnholtløkke (Rabenholzlück)
- Rygesled
- Skredstrup (Schrixdorf)
- Skredstrupgade
- Smedeland (Schmiedestraße)
- Spending (Spenting)
- Stubbelgaard
- Skredstrupgaard
- Sverig (Schweden)
- Tisholt (Thiesholz)